# 個別教長管轄區

沃爾辛厄姆聖母個別教長管轄區牧徽，右半邊的圖像取自紐曼樞機的牧徽圖像

个别教长管辖区（英語：Personal ordinariate）或称特別主教轄區，常被更確切地稱為“前安立甘宗特別主教轄區”，是天主教會中隶属聖座的自治教会组织，是以教宗本笃十六世的宗座憲章《聖公會的結合》（拉丁語：Anglicanorum coetibus）谕令而建立的。建立的目的是让前聖公會中願意與天主教會完全共融的圣职人员及信众加入天主教會，並允许前聖公會人士在与天主教会共融的同时还保留“独特圣公会遗产”的元素。個別教長管轄區在《天主教法典》上被視為有法人身分，擁有等同教區的地位。 
目前有三個個別教長管轄區：沃爾辛厄姆聖母個別教長管轄區（英格蘭、威爾士、蘇格蘭）、南十字聖母個別教長管轄區（澳大利亞）、聖伯多祿寶座個別教長管轄區（美國、加拿大）。

## 宗旨
管轄區體系的成立目的是為了讓前聖公宗成員能得以和教宗共融，並作為拉丁禮教會的一部分的同時，並不會因此喪失原先屬於聖公宗的傳承與豐富的精神遺產。並得以保持一定的自主性。在《聖公會的結合》中亦有引用梵蒂岡第二次大公會議的文獻-教理憲章《萬民之光》中的敘述「在此組織以外，仍有許多聖化及真理的要素存在，那都是基督的教會本有的資產」作為此宗旨的強調。
個別教長管轄區以前聖公宗成員為對象，使之保留聖公宗的傳承及儀式，在神學方面則承認天主教教理的權威性。而以教長區（Ordinariate）的模式運作。

### 儀禮
根據《聖公會的結合》附錄條款第三條的規範，作為保留聖公宗傳統的個別教長管轄區，他們可以使用符合聖公宗傳統並且經過教宗批准的禮儀書來進行教會聖事。或者亦可直接使用羅馬禮儀。像是基於安立甘習例而編輯的《崇拜聖書》這本原由1980年代為了改宗天主教的聖公宗堂區所使用的禮儀書集，或在將來個別教長管轄區為了同樣目的而編輯的其他禮儀書。 

### 教長及神職人員規範
根據《聖公會的結合》附錄條約第四條，個別教長管轄區由一位教宗選派的主教或神父擔任教長；教長基於教宗的名義代為行使對於管轄區的成員的管理權。
教長須負責對於有意願自聖公宗改宗的神職人員祝聖為天主教神父的過程的審查與核可，對於已婚者可以尋特例向教宗申請允許在保留婚姻下成為轄區神職人員的一份子。由於個別教長管轄區和一般天主教教區在地域上會有所重疊，是以轄區神職人員對於所在教區的神職人員團體自然必須建立一定的合作關係，這點也必須由轄區教長和各教區主教多方協調與合作。
而在新生神職人員的培育上轄區教長可以成立基於聖公宗傳統及天主教規範的培訓單位，此外也能在經教宗同意後建立從屬管轄區的修院團體，而當有聖公宗修會想加入轄區時亦能將之放置在教長的聖統制下。
教長可以在和當地主教協商並獲教宗同意後位個別教長管轄區的成員成立堂區並任命主任神父，而主任神父亦享有教會法規對主任神父所給予的職權，而如前述主任神父必須和當地教區的神職人員保有足夠的合作。

## 外部連結
- Apostolic Constitution Anglicanorum coetibus（页面存档备份，存于）
- Complementary norms for the Apostolic Constitution Anglicanorum coetibus （页面存档备份，存于）
- Note of the Congregation for the Doctrine of the Faith （页面存档备份，存于）
- Documents about Personal Ordinariates （页面存档备份，存于）
- Gianfranco Ghirlanda, "The significance of the apostolic constitution Anglicanorum coetibus （页面存档备份，存于）
- 梵蒂岡廣播電台：荣休教宗：伦敦个别教长管辖区对教会至关重要 （页面存档备份，存于）